# Rekonstruktionistisk jødedom
Rekonstruktionistisk jødedom er en retning af rabbanittisk jødedom som er karakteriseret ved:
- Troen på, at hvert individs personlige integritet generelt er vigtigere end traditionelle jødiske love og skikke, samtidig med at det anbefales at hver persons religiøse praksis forholder sig til traditioner og godtaget gruppepraksis. Dette fører generelt til højere grad af traditionel religiøs praksis blandt rekonstruktionistiske jøder end blandt reformjøder.
- En positiv holdning til moderne kultur.
- Troen på, at både traditionelle rabbinske studiemetoder og moderne forskning og tekstkritik er gyldige metoder for studiet om og fra jødiske religiøse tekster.
- En ikke-fundamentalistisk måde at undervise jødiske trosprincipper på kombineret med synet, at ingen jøde behøver at godtage alle – eller noget som helst – trosprincip.
- Afvisningen af synet på jøderne som et udvalgt folk.
- Afvisningen af mirakler og et gudssyn, som er mere deistisk end teistisk.

## Oprindelse
Rekonstruktionismen blev udviklet af de amerikanske konservative rabbinerne Mordecai Kaplan (1881–1983) og Ira Eisenstein som en radikal fløj af konservativ jødedom i løbet af perioden fra slutningen af 1920'erne til 1940'erne. Bevægelsen blev formaliseret som en ny hovedretning af jødedommen i og med grundlæggelsen af The Reconstructionist Rabbinical College i Philadelphia, Pennsylvania i 1968.

## Teologi
Mordecai Kaplan mente, at de nye fund i filosofi, videnskab og historie ville gøre det umuligt for moderne jøder at holde på mange af de traditionelle teologiske standpunkter. Kaplans naturalistiske teologi er bl.a. blevet set som en variant John Deweys filosofi. Deweys naturalisme kombinerede ateistiske trosprincipper med religiøs terminologi for at konstruere en religiøst set tilfredsstillende filosofi for de, der havde mistet sin tro på traditionel religion.
I overensstemmelse med nogle klassiske jødiske tænkere i middelalderen, heriblandt Maimonides, bekræftede Kaplan troen på at Gud ikke er personlig, og at alle antropomorfiske beskrivelser af Gud i bedste fald er ufuldkomne metaforer. Kaplans teologi gik endnu længere og hævdede, at Gud er summen af alle naturlige processer, der lader mennesket fylde sin særlige rolle. Kaplan skrev at "at tro på Gud betyder at tage for givet, at det er menneskehedens skæbne at stige op over vildskaben og at udrydde alle former af vold og udbytning fra menneskesamfundet". Mærk at ikke alle Kaplans skrifter er konsistente på dette punkt; hans syn udviklede sig noget i løbet af årene, og ved nøje læsning skiller to genkendelige teologier sig ud:
Det syn som populært set oftest bliver forbundet med Kaplan er en streng naturalisme à la Dewey – som er blevet kritiseret for at bruge religiøs terminologi som kamuflage for et ikke-teistisk, eller til og med ateistisk, ståsted. David Ray Griffin og Louis Jacobs har kritiseret omdefineringen av begreberne ‘åbenbaring’ og ‘Gud’ indenfor rekonstruktionismen som intellektuelt uærlige og som en form af "konvertering gennem definition". De hævder, at disse omdefineringer tager ikke-teistisk tro og tillægger denne et teistisk begrebsapparat. Lignende kritik er også blevet fremsat af rabbinerne Neil Gilman (Sacred Fragments, s. 200), Milton Steinberg (Simon Noveck: Milton Steinberg : portrait of a rabbi. Ktav, 1978, s. 259f.) og Michael Samuels (The Lord is My Shepherd: The Theology of a Caring God. 1996.).
Men den anden genkendelige linje i Kaplans skrifter viser, at han i det mindste til tider troede, at Gud har ontologisk eksistens – en faktisk og absolut eksistens uafhængig af menneskelig tro. I denne anden teologiske linje afviser Kaplan stadigvæk de klassiske former af teisme og al tro på mirakler, men holder sig til et ståsted som på nogle måder er nyplatonisk.
De fleste rekonstruktionistiske jøder afviser traditionelle former af teisme. Mange er deister, og et lille mindretal – især personer, der er påvirkede af Jewish Renewal – har et kabbalistisk gudssyn.
Alle ortodokse jøder, de fleste konservative jøder og nogle reformjøder regner Kaplans teologi som uforenelig med klassisk jødedom. En del medlemmer af den rekonstruktionistiske bevægelse som på andre måder vedkender sig Kaplans idéer nægter at godtage hans teologi. I stedet står de for et teistisk gudssyn.

## Generelle trosprincipper
I praksis er Kaplans bøger – særlig The Meaning of God in Modern Jewish Religion og Judaism as a Civilization, de facto principerklæringer for rekonstruktionismen. I 1986 vedtog the Reconstructionist Rabbinical Association (RRA) og the Federation of Reconstructionist Congregations (FRC) den officielle Plattformen for rekonstruktionismen (2 s.). Der findes ikke en pålagt liste over principper, men heller en konsensus af nuværende tro indenfor den rekonstruktionistiske bevægelse. [Se FRC Newsletter, september 1986, s. D–E.]
Centrale punkter i platformen er:
- Jødedommen bliver set som et resultat af naturlig menneskelig udvikling.
- Der findes ingen guddommelig indblanding.
- Jødedommen bliver set som en religiøs civilisation i udvikling.
- Zionisme og alija (immigration til Israel) ses som positivt.
- Rekonstruktionistisk jødedom er baseret på et demokratisk samfund hvor lægfolket kan tage afgørelser, ikke bare rabbinerne.
- Toraen bliver ikke set som inspireret af Gud, men bare som et resultat af den sociale og historiske udvikling af det jødiske folk.
- Det klassiske, teistiske gudssyn bliver afvist. Gud er omdefineret som summen af de naturlige kræfter og processer, der lader menneskene opnå selvrealisering og moralsk fremgang.
- Idéen, at Gud valgte det jødiske folk for noget formål overhovedet bliver set som "moralsk uholdbar", fordi hvem som helst som har et sådant syn "implicerer det udvalgte samfunds overlegenhed og afvisningen af de andre".

De fleste rekonstruktionister tror ikke på åbenbaring (idéen, at Gud på noget vis kan åbenbare Sin vilje til menneskerne). Dette bliver afvist som supernaturalisme. Kaplan holder i stedet på det syn, at åbenbaring "er at løsrive fra den naturlige sammenhæng de elementer af den som giver svar på varige postulater i menneskets natur og at integrere disse i vor egen ideologi ... resten kan arkæologien tage sig af". [The Meaning of God in Modern Jewish Religion]

## Halacha og minhag
Som i reformjødedommen er hovedsynet i rekonstruktionistisk jødedom, at personlig ståsted er overordnet halakha (jødisk lov) og teologi. Man kræver ikke, at medlemmerne holder sig til nogen bestemt tro, og man kræver heller ikke, at halacha godtages som bindende. Men i modsætning til i klassisk reformjødedom mener en altså i rekonstruktionistisk jødedom, at udgangspunktet for hver person bør være at holde sig til traditionel jødedom med mindre en har særlige grunner til at vige fra dette. Hovedskellet mellem rekonstruktionistisk jødedom og den traditionelle jødedom er, at rekonstruktionismen kategoriserer halacha som folkekultur heller end som lov. De 613 mitzvot (religiøse bud) har altså blevet omtolkede til elementer af folkekultur som kan godtages eller sættes til side af hver menighed.
Traditionelle jødiske praksisser som bliver fremmet inkluderer brug af hebraisk i gudstjenesten, torastudium, daglig bøn, brug af kippot (kalotter), talletót (bønneshawl) og tefillín (bønneremme) under bøn og fejring af jødiske helligdage.

## Jødisk identitet

### Interreligiøse bryllupper
Rekonstruktionistisk jødedom overlader til hver enkelt rabbiner at afgøre, om de vil forrette ved bryllup der bare én af parterne er jødisk – omring halvparten af dei rekonstruktionistiske rabbinere gør dette.

### Jødisk status som moders- og fadersarv
Rekonstruktionismen godtager både patrilinearitet og matrilinearitet som fuldværdig kriterium for jødisk status – det vil sige, at børn af én jødisk forælder, uanset køn, bliver regnet som jødiske hvis de får en jødisk opdragelse.

### Ikke-jøders rolle i menighederne
Ikke-jøders rolle i menighedslivet er et emne, der er under stadig debat i rekonstruktionistiske menigheder, og praksissen varierer stærkt mellem menighederne. De fleste af dem forsøger at finde en balance mellem inklusion og integritet. The Jewish Reconstructionist Federation (JRF) har offentliggjort et ikkebindende rundskriv der de har forsøgt at sætte op et rammeværk for hvorledes menighederne kan afgøre sin politik på dette punkt, og de har også sat op det de ser på som de bedste alternativer. Men disse spørgsmål bliver til syvende og sidst afgjort af den lokale legfolksledelse. [R. Edward Feld: "Can Halakha Live?", i The Reconstructionist, v. 59 (1994), b. 2, s. 64–72]

## Kønsroller
Rekonstruktionistisk jødedom har ligestilling som ét af sine grundprincipper og praktiserer i dag fuld ligestilling mellem kønnene. I praksis betyder dette, at både kvinder og mænd må bruge tallét (bønneshawl) og tefillín (bønneremme); både kvinder og mænd bliver talte i minjan; både kvinder og mænd må læse fra Toraen; både kvinder og mænd kan lede alle gudstjenester; og både kvinder og mænd kan uddanne sig til og arbejde som rabbinere. Rekonstruktionistiske menigheder har normalt ikke mechitza (fysisk skille mellem mands- og kvindedeler af synagogerummet), og kvinder og mænd sidder oftest ikke i specielle afdelinger inddelte efter køn.

### Siddurim (bønnebøger)
- Edited and translated by Rabbi Ronald Aigen, red. (1996). Ḥadesh Yameinu = Renew our days : a book of Jewish prayer and meditation. Montreal: Congregation Dorshei Emet. ISBN 0-9696927-1-4. {{cite book}}: |redaktør= har et generisk navn (hjælp)
- Kol Haneshamah : songs and grace after meals (Enlarged second edition udgave). Elkins Park, Pennsylvania: The Reconstructionist Press. 1992. ISBN 0-935457-45-3. {{cite book}}: |edition= har ekstra tekst (hjælp)

## Eksterne links
- Jewish Reconstructionist Federation
- Ikke-jøders rolle i rekonstruktionistiske synagoger
- Rekonstruktionistisk litteraturliste Arkiveret 24. juni 2004 hos  Wayback Machine
- Mikvé Israel-Emanuel Curaçao (1651–) – en sefardisk rekonstruktionistisk synagoge i Willemstad på De Nederlandske Antiller.
- Beth-El Zedeck (1915–) – en konservativ og rekonstruktionistisk synagoge i Indianapolis i Indiana i USA.
- Bejt Simcha (1980–) – en liberal synagoge i Praha i Tjekkiet som er hidtil eneste europeiske medlem af The Jewish Reconstructionist Federation.